# Bob Young
Robert "Bob" Young é um empresário que fez fortuna a partir da Red Hat Software. Ele nasceu em Ancaster, Ontário, Canadá. Ele estudou na Trinity College School em Port Hope, Ontário, onde tornou-se Bacharel de Artes a partir do Victoria College na Universidade de Toronto.
Ele criou a Corporação ACC que se fundiu com a Red Hat, em 1995. A partir da fusão de 1999 Bob Young foi o CEO da Red Hat. Depois de deixar a Red Hat começou a editora Lulu, um sítio de auto-publicação que afirma ser provedor de impressão de livros sob demanda que cresce mais rápido no mundo. Ele é CEO de Lulu.
Young também co-fundou o Linux Journal em 1994, e em 2003, ele comprou o Hamilton Tiger-Cats, uma liga de futebol canadense.
Em 2006, Young estabeleceu o Lulu Blooker Prize, um prêmio de livro para livros que começaram como blogs. Ele lançou o prêmio, em parte como um meio de promover a Lulu.
Young acredita fortemente em Conteúdo Gerado pelo Utilizador e software livre. Em uma entrevista em 2008, ele descreveu o modo como meios de comunicação social deram poder aos consumidores:

 | Today the internet connects every single one of your customers, not just to you but to each other. So you produce a lemon of a car and you won’t know where to hide because your customers are going to tell each other about it and then the rest of the world about it. So it is actually a fundamentally healthy thing from a consumer point of view… Conversely if you do have a better product suddenly you have these businesses that grow like top seed. If you come up with an innovation that serves, that resonates with customers, the internet will allow that innovation to spread dramatically faster than any other technology has enabled a new innovation to be adopted in the history of mankind.[2] | Hoje a internet conecta cada um dos seus consumidores, não apenas a voce, mas entre eles. Então você produz um limão de carro e você não sabe onde esconder, pois os consumidores vão contar um para o outro sobre isto e depois ao resto do mundo sobre isto. Então isto é na realidade uma coisa fundamentalmente saudável do ponto de vista do consumidor… Reciprocamente se você tem um produto melhor você tem estes negócios crescendo como mais apto. Se você consegue uma inovação que serve, que é lógica para os consumidores, a internet vai permitir que esta inovação se espalhe dramaticamente mais rápido do que qualquer outra tecnologia já tenha permitido uma nova invenção de ser adotada na história da humanidade[2] |

## Família
Joyce Young, tia de Bob Young, comprou ações da Red Hat Inc., pouco depois de sua fundação. Quando as ações da Red Hat aumentaram significativamente após a sua oferta pública inicial em 1999, ela vendeu ações suficientes para recuperar o seu investimento inicial, e manteve algumas unidades. Em janeiro de 2000, o estoque remanescente foi avaliado em milhões. Em Junho de 2000, ela doou US $ 40 milhões para a Fundação Comunidade Hamilton para serem usados principalmente na melhoria de serviços de saúde da área de Hamilton, um ato que representou uma das maiores doações de únicas de caridade na história do Canadá, incluindo também doações significativas para o Colégio Militar Real do Canadá.